# PB航空
PB航空 (PBair)成立於1990年，經營泰國國內航線，於1999年開始營運定期航班，於2009年停止營運。

## 歷史
PB航空由泰國最大的釀酒廠總裁Piya Bhirom Bhakdi創立於1990年，一開始僅為其釀酒廠的員工提供航班服務。1995年得到包機業務的許可並於1997年開始營運；1999年2月開始定期航班業務。2009年12月，由於經歷重大的虧損，PB航空正式宣佈停止營運。

## 机隊
在2009年5月，PB航空一共有：

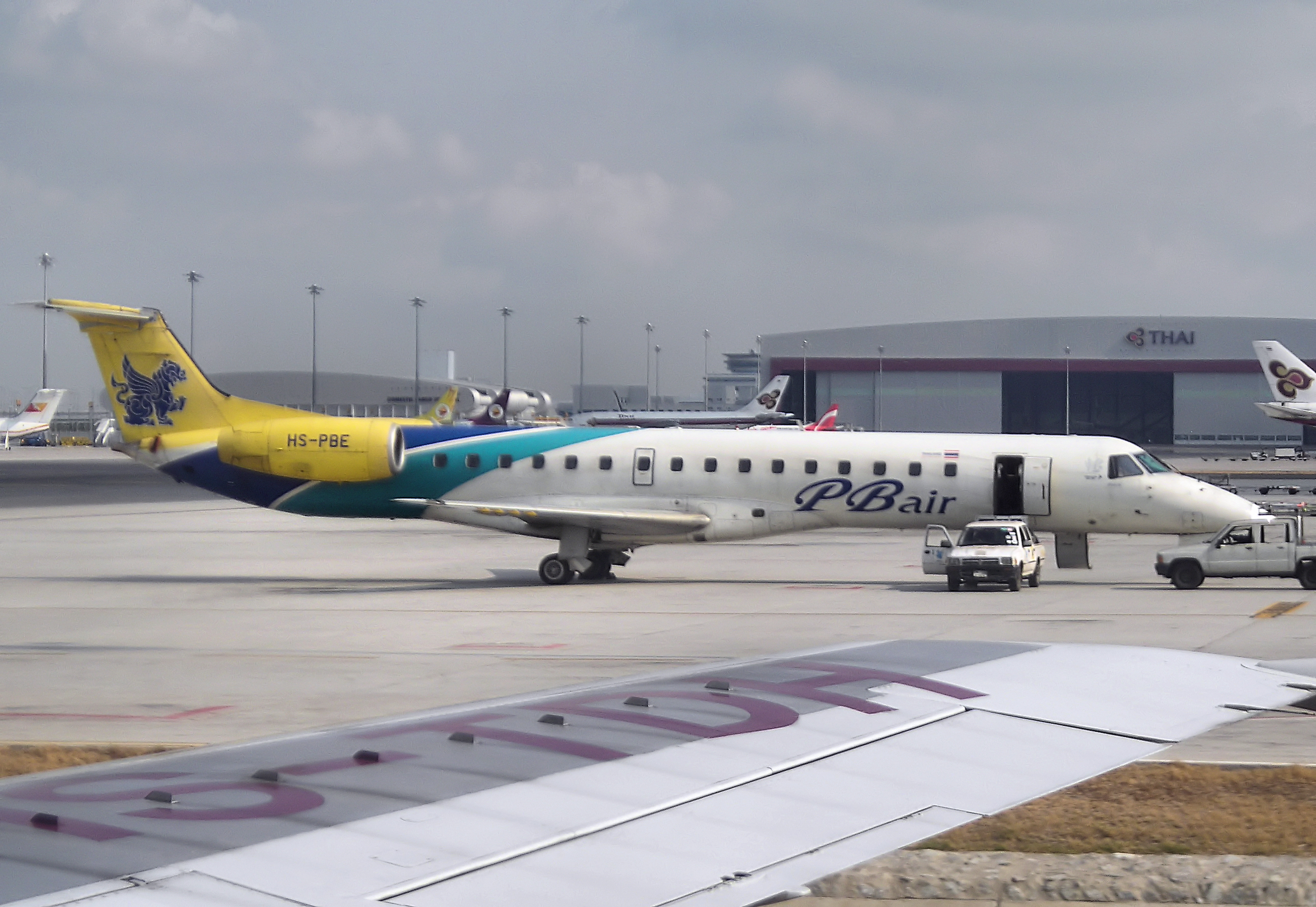
PB航空Embraer ERJ 145

- 2架ATR-72-500 （向曼谷航空租用）

### 先前使用過的機種
- 1架多尼爾328[1]
- 3架福克F28[2]
- 1架波音767-300[3]
- 2 Embraer ERJ 145 LR[4]